# První konstituční éra

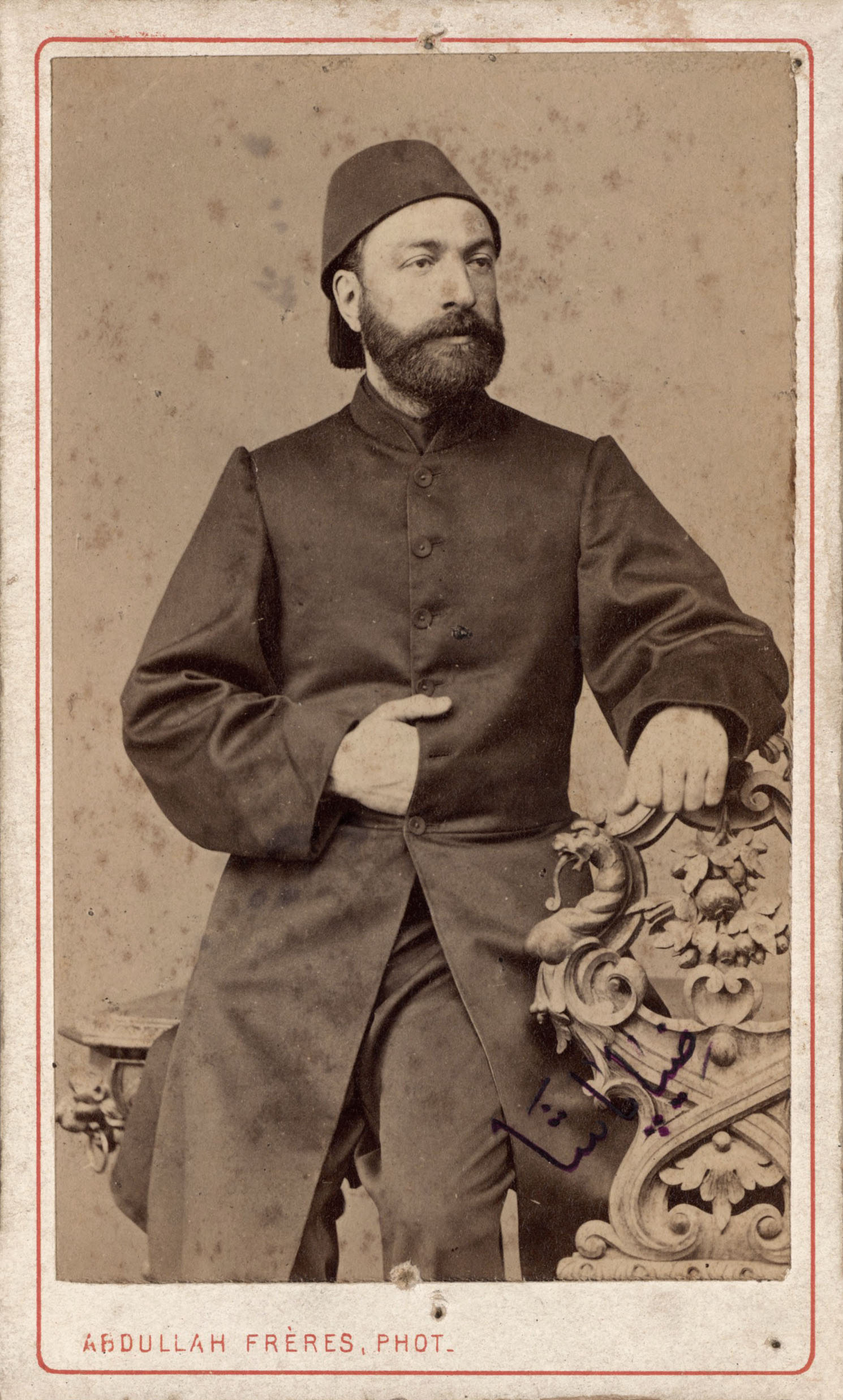
Ziya Paša, člen prvního osmanského parlamentu

První konstituční éra (osmanskou turečtinou: مشروطيت; turecky: Birinci Meşrutiyet Devri) bylo období, kdy se v Osmanské říši začal formovat princip konstituční monarchie. Bylo vyhlášeno Kanûn-ı Esâsî (Základní právo), které sepsali členové Mladých Osmanů. Období začalo 23. prosince 1876 a trvalo do 14. února 1878. Tito Mladí Osmané nesouhlasili s Tanzimatem a žádali konstituční monarchii a vznik parlament, který by byl podobný evropskému modelu. Konstituční období započalo sesazení sultána Abdulazize z trůnu a dosazením Abdulhamida II. jako nového sultána. Období pak skončilo pozastavením parlamentu a Abdulhamid II. se znovu prohlásil za absolutního vládce. 
První konstituční éra nepřinesla žádné politické strany. Toho času Osmanský parlament (známý jako Valné shromáždění Osmanské říše) byl spíše hlasem prostého lidu, ale ne politiků, stran či organizací. 
Volby do parlamentu se konaly za provizorních volebních pravidel. Valná hromada Osmanské říše (turecky: Meclis-i Umumi‎) se skládala ze dvou částí. Dolní komoru tvořila poslanecká sněmovna volena lidem, horní komoru tvořil senát volený sultánem. Volební hlasy byly v jednotlivých provinciích odevzdávány na soudech. 
Po ustanovení Valného shromáždění v provinciích si členové zvolili své poslance, kteří je měli zastupovat v poslanecké sněmovně v hlavním městě. Sněmovna měla celkem 115 členů a skládala se z různých skupin obyvatel. Po druhých volbách zde bylo 69 muslimů a 46 poslanců z jiných vrstev (židé, Fanarioti, Arméni). 
Druhou komorou byl senát a členové byli jmenováni samotným sultánem. Senát měl pouze 26 členů, jeho mluvčím byl velkovezír. 
V letech 1877 a 1878 se konaly dvoje volby. 

## První volby (1877)
Reakce na blížící se válku byly velmi silné. Sultán Abdulhamid II.  požádal o nové volby kvůli Rusko-turecké válce. 

## Druhé volby (1878)

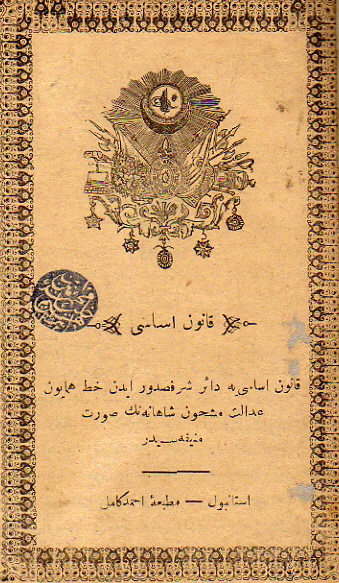
Kanun-i Esasi, ustanovení konstituční monarchie z roku 1876

Druhé funkční období parlamentu trvalo jen několik dní. Po projevech představitelů balkánských vilájetů sultán Abdulhamid volby zastavil. Jako důvod uvedl nepokoje v některých částech říše a prohlásil se opět za absolutního monarchu. 

## Důležité osobnosti
- Mehmed Rüşdi Paša
- Ahmed Vefik Paša
- Hüseyin Avni Paša
- Midhat paša
- Sulejman Hüsnü Paša